# 세네갈의 역사

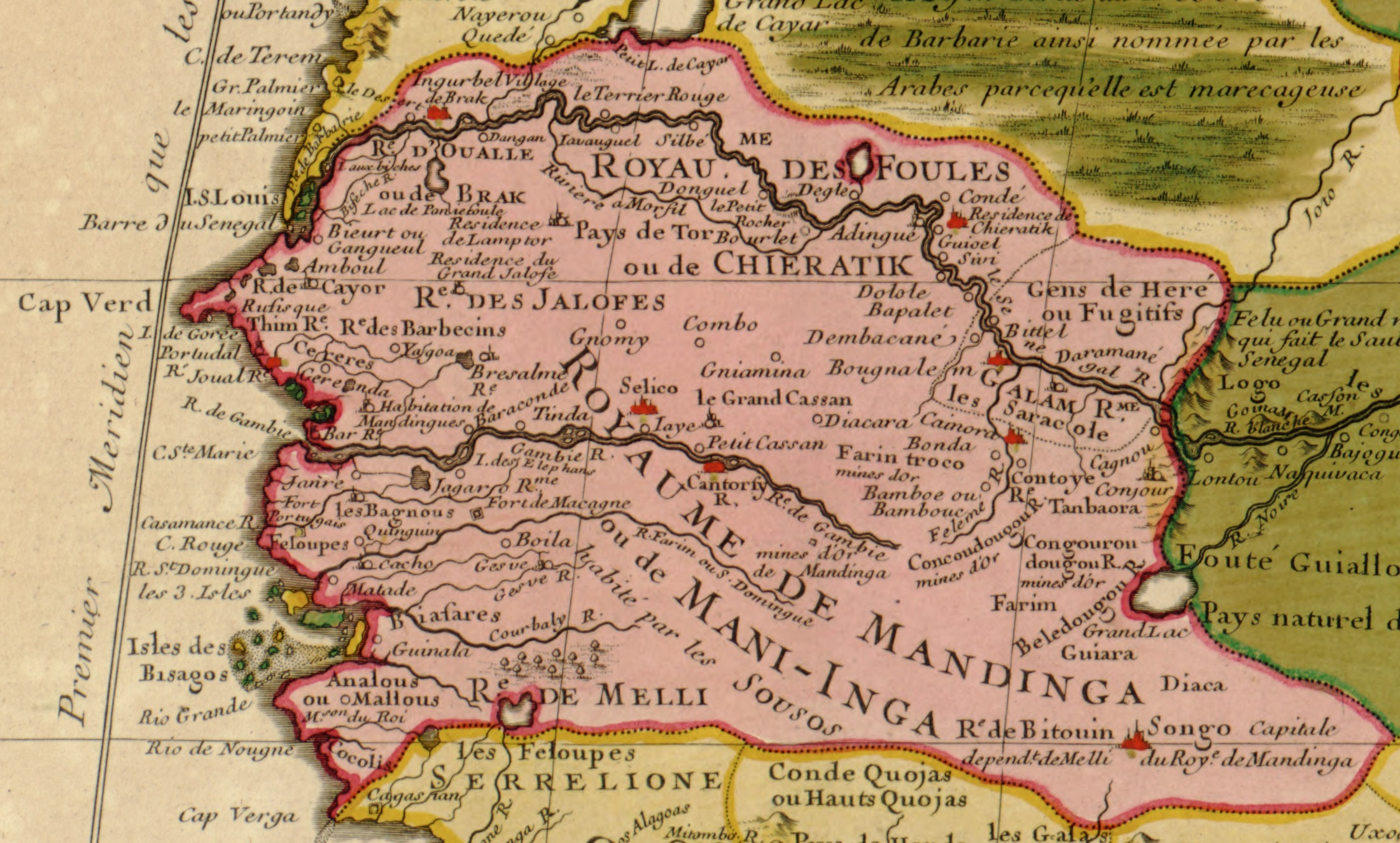
기욤 델리즐의 지도 (1770년)

세네갈의 역사는 일반적으로 선사 시대, 식민지 이전 시대, 식민지 시대, 그리고 현대 시대를 아우르는 여러 시기로 나뉜다.

## 구석기 시대
인류에 대한 최초의 증거는 남동쪽의 팔레메강에서 발견된다.
후기 구석기 시대 인간의 존재는 1938년 베르데곶의 판 끝에서 테오도르 모노드가 판의 끝에서 보고한 손도끼나 남동쪽에서 발견된 절단기와 같은 아슐의 특징적인 석기 도구의 발견으로 입증된다. 중세 구석기 시대의 특징인 르발루아 기법으로 만들어진 돌도 발견되었다. 무스티에 산업은 주로 베르데곶와 세네갈과 팔레메의 중저 계곡에서 발견되는 스크래퍼로 대표된다. 티에마사스에서 발견된 것과 같이, 몇몇 조각들은 후기 구석기 시대 유적지에 속한다고 주장하는 반면, 다른 조각들은 신석기 시대에 찬성한다고 주장하는 논쟁적인 장소인 음부르 근처의 티에마사스에서 발견된 것들과 같이, 사냥과 분명히 연관되어 있다.

## 신석기 시대
인간이 사냥꾼이 된 시기인 세네감비아에서는 어부와 생산자(농부와 장인)가 모두 잘 표현되고 연구되고 있다. 이때 더욱 정교한 물건과 도자기가 등장했다. 그러나 회색 지역은 남아 있다. 신석기 시대의 문명의 특징과 징후는 밝혀졌지만, 그 기원과 관계는 아직 완전히 정의되지 않았다.

## 선사 시대
세네갈의 경우 선사 시대의 시대착오적인 부분이 논란이 되고 있다. 이것은 종종 야금학의 시대로 묘사되며, 따라서 최초의 금속 가공과 글쓰기의 외관 사이에 배치된다. 1980년 가이 틸만스와 그의 팀은 식민지 이전의 어떤 고고학도 그 명칭과 관련될 수 있다고 생각하거나 적어도 4세기부터 "역사 고고학"을 말하는 하마디 보쿰의 것과 관련될 수 있다고 생각했다.

## 식민통치기

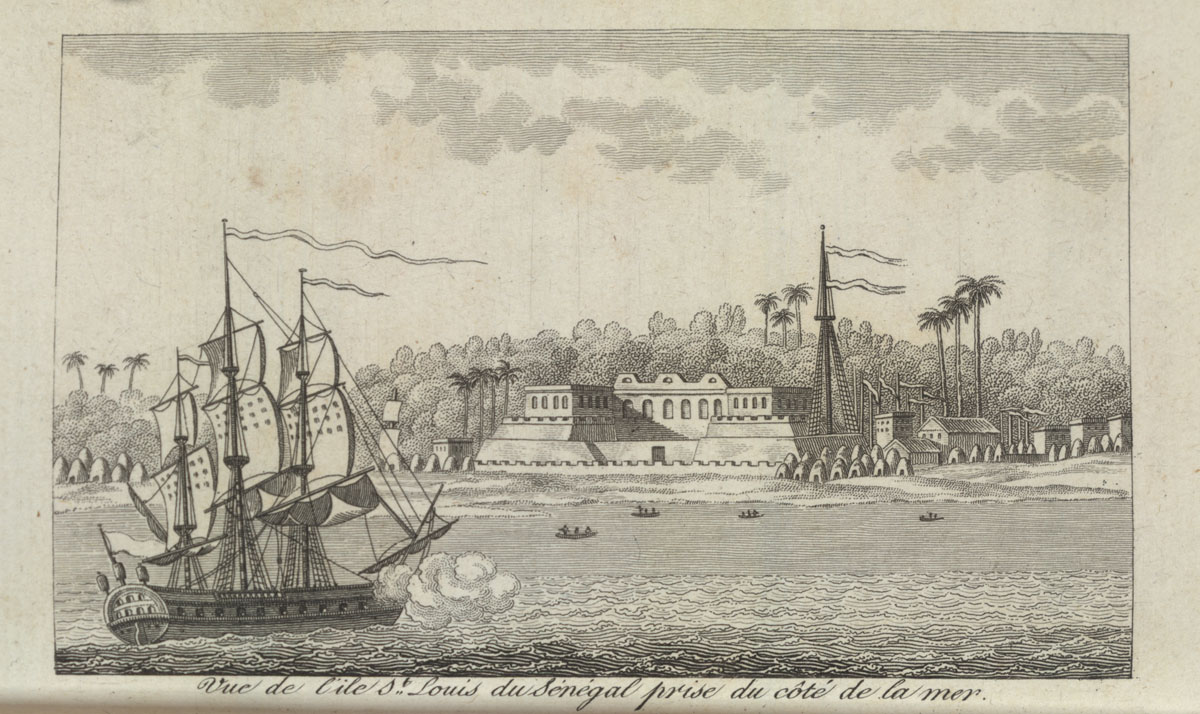
생루이 항구 (1780년)

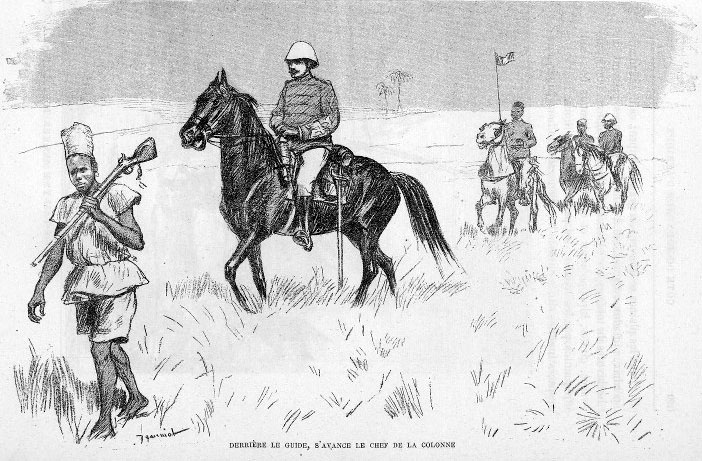
프랑스령 서아프리카의 삽화 (1890년)

15세기부터는 포르투갈, 네덜란드, 잉글랜드 등 유럽 강대국이 이 일대 지역의 무역경쟁에 나서기 시작하였으나 1677년 프랑스 왕국이 오늘날 다카르 인근 고레섬을 점령하여 노예무역의 거점으로 삼으면서 프랑스의 영향권에 속하게 되었다. 1758년 7년 전쟁 와중에 영국 원정군이 고레섬을 일시 점령하기도 하였으나 머지않아 프랑스로 반환되었다. 프랑스가 고레섬을 벗어나 세네갈 본토로 진출한 것은 1850년대에 이르러 루이 페데르브 총독의 지휘아래 원주민 왕국을 무너뜨리고 나서부터였다.
이 시기 프랑스는 생루이, 다카르, 고레, 뤼피스크의 4대 코뮌을 거점으로 식민지를 개척해 나갔으며 추후 프랑스령 서아프리카에서도 가장 오래된 식민지 마을로서 활용하였다. 1848년 프랑스 제2공화국 출범과 함께 자국 시민권을 온전히 보장하기 시작하면서, 세네갈의 4대 코뮌에서 태어난 주민들도 명목상으로는 프랑스 국민으로서의 권리를 누릴 기회가 생겼다. 그러나 실질적으로는 대다수 주민들이 법적, 사회적 장벽을 넘지 못했으며 특히 당국이 서아프리카 주민으로 인식한 주민들은 시민권으로서 보장받을 권리를 온전히 행사하지 못했다.
당시 세네갈 대다수 마을의 아프리카 주민들은 '원주민' (originaires)으로 불렸으며, 4대 코뮌 내에서 태어났더라도 아프리카 고유의 전통이나 이슬람 율법 (소위 '개인지위')에 의존하는 주민들이 그에 해당되었다. 4대 코뮌 출신으로서 서양식 고등교육을 수료하고 전통적인 법적 지위를 기꺼이 포기한 소수의 아프리카인들은 '개화인' (Évolué)으로 불렸으며 명목상의 투표권을 비롯한 프랑스 시민권을 온전히 보장받았다. 그러나 이러한 법적 제도에도 불구하고 개화인들은 서아프리카와 프랑스 본토에서 여전히 상당한 차별에 직면해 있었다.
한편 1848년 4월 27일 혁명의 여파로 세네갈 4대 코뮌에 처음으로 프랑스 하원의원을 선출할 수 있도록 하는 법안이 국회를 통과하였다. 이 법은 프랑스 제2제국 출범 이후 1852년 4월 2일 나폴레옹 3세가 일시적으로 폐지하여 국회의원을 선출할 수 없게 되었으나, 다시 공화정으로 전환되면서 1871년 2월 1일부로 국회의원 선출권이 보장되면서 4대 코뮌 지역구가 신설되었다. 1875년 기존법 폐지와 1879년 복원을 거쳐 1940년 프랑스 제3공화국 몰락까지 수십년간 국회의원 선출권을 보장받은 세네갈의 4대 코뮌은 ,사하라 이남 아프리카 지역에서는 유일하게 유럽 국가의 의회에 국회의원을 선출할 수 있는 지역으로 남아 있었다.
1916년 아프리카인 최초의 프랑스 하원의원으로 선출된 블레즈 디아뉴가 주도한 시민권 확대 법안이 국회를 통과하면서, 원주민을 대상으로도 시민권을 보장하고 완전한 투표권을 부여하게 되었다. 이때부터 세네갈의 4대 코뮌에서 당선된 국회의원들은 전원 아프리카인으로서 식민지 독립투쟁의 최전선에 섰다.

## 독립

단명했던 말리 연방

1959년 1월, 세네갈과 프랑스령 수단은 1960년 6월 20일에 완전히 독립한 말리 연방을 결성했다. 1960년 4월 4일 프랑스와의 권력 이양 협정이 체결되었다. 1960년 8월 20일 정치적 어려움으로 인해 연방은 해체되었다. 세네갈과 수단(말리로 개명)은 독립을 선언했다. 국제적으로 유명한 시인, 정치인, 정치가인 레오폴 세다르 상고르는 1960년 8월 세네갈의 초대 대통령으로 선출되었다.
1960년대와 1970년대 초에는 포르투갈령 기니의 포르투갈 군대에 의해 세네갈 국경의 지속적이고 지속적인 침해가 있었다. 이에 대응하여, 세네갈은 1963년, 1965년, 1969년 (포르투갈 포격에 대한 대응), 1971년, 그리고 마침내 1972년에 유엔 안전 보장 이사회에 청원했다.
말리 연방이 해체된 후, 상고르 대통령과 마마두 디아 총리가 의회 제도로 함께 통치했다. 1962년 12월, 그들의 정치적 경쟁은 디아 총리의 쿠데타로 이어졌다. 쿠데타는 유혈사태 없이 진압되었고 디아는 체포되어 투옥되었다. 세네갈은 대통령의 권력을 공고히 하는 새 헌법을 채택했다.
상고르는 1960년대 대부분의 아프리카 지도자들이 그랬던 것보다 훨씬 더 반대파에 관용적이었다. 그럼에도 불구하고, 한동안 정치 활동은 다소 제한되었다. 1965년부터 1975년까지 세네갈 진보 연합(현 세네갈 사회당)이 유일하게 합법적으로 허용된 정당이었다. 1976년 아프리카 독립당과 세네갈 민주당이라는 두 개의 야당이 결성되는 것을 허락을 받았다.
1980년, 상고르 대통령은 정계에서 은퇴하였고, 1981년 그가 직접 선택한 후임 총리인 압두 디우프에게 권력을 넘겨주었다.

## 1980년~현재
1982년 2월 1일 세네갈은 감비아에 가입하여 세네감비아의 명목상 연방을 형성하였다. 그러나 두 나라의 통합은 이루어지지 않았고 1989년 연합은 해체되었다. 평화 회담에도 불구하고, 카자망스 지역의 남부 분리주의 단체는 1982년 이후 정부군과 산발적으로 충돌해 왔다. 세네갈은 국제 평화 유지에 참여한 오랜 역사를 가지고 있다.
압두 디우프는 1981년부터 2000년까지 대통령이었다. 디우프는 대통령으로서 4번의 임기를 지냈다. 2000년 대통령 선거에서 그는 자유롭고 공정한 선거에서 야당 지도자인 압둘라이 와드에게 패배했다. 세네갈은 두 번째 평화적인 권력 이양을 경험했고 한 정당에서 다른 정당으로 첫 번째 권력 이양을 경험했다.
2004년 12월 30일, 압압둘라이 와드 대통령은 카자망스 지역에서 카자망스 민주군 운동(MFDC)의 두 분리주의 파벌과 평화 조약을 체결할 것이라고 발표했다. 이것은 서아프리카의 가장 오래 지속된 내전을 끝낼 것이다. 2006년 말 현재, 평화 조약이 체결되고 있는 것처럼 보였는데, 이는 두 파벌과 세네갈군이 이 조약을 준수하는 것으로 보였기 때문이다. 평화에 대한 전망으로, 난민들은 이웃한 기니비사우에서 집으로 돌아오기 시작했다. 그러나 2007년 초 세네갈군의 광경을 보고 분리주의자들과 정부 사이에 새로운 폭력 사태가 일어날 것이라는 두려움이 다시 불붙으면서 난민들은 다시 도망치기 시작했다.
압둘라이 와드는 2012년 선거에서 마키 살에게 패배를 인정했다. 2019년 2월, 대통령 마키 살은 재선되었고 그는 연임에 성공했다. 대통령의 임기는 7년에서 5년으로 단축되었다.

## 같이 보기
- 아프리카의 역사
- 세네갈의 대통령